# خواكيم نيرز
خواكيم نيرز (بالألمانية: Joachim Nerz)‏ (و. 1964  م) هو عالم نبات ألماني.